# Kurt Reichenbach
Karl Kurt Reichenbach (* 18. Januar 1890 in Leipzig; † 27. Dezember 1945 in Titov Vrbas, SFR Jugoslawien) war ein deutscher Turner.
Kurt Reichenbach nahm an den Olympischen Spielen 1912 in Stockholm teil. Mit der deutschen Mannschaft belegte er im Freien System den vierten und im Mannschaftsmehrkampf den fünften Platz. Reichenbach studierte Philologie und starb kurz nach Ende des Zweiten Weltkriegs vermutlich in Kriegsgefangenschaft in Jugoslawien.